# Folk-Lore
«Folk-Lore» — третій студійний альбом ірландського кельтик-метал-гурту Cruachan. Реліз відбувся 4 лютого 2002 року.

## Список композицій
| #     | Назва                                                     | Тривалість |
| ----- | --------------------------------------------------------- | ---------- |
| 1.    | «Bloody Sunday»                                           | 04:15      |
| 2.    | «The Victory Reel» (інструментал)                         | 01:21      |
| 3.    | «Death of a Gael»                                         | 05:38      |
| 4.    | «The Rocky Road to Dublin» (традиційна)                   | 03:07      |
| 5.    | «Ossian's Return»                                         | 04:44      |
| 6.    | «Spancill Hill» (традиційна)                              | 06:00      |
| 7.    | «The Children of Lir»                                     | 05:08      |
| 8.    | «Ride On»                                                 | 04:41      |
| 9.    | «Susie Moran»                                             | 04:11      |
| 10.   | «Exiles»                                                  | 06:36      |
| 11.   | «To Invoke the Horned God» (бонусний трек цифрового паку) | 06:02      |
| 51:43 |                                                           |            |

## Учасники запису
- Кіф Фей — вокал, електрогітара, акустична гітара, клавіші, бузукі, мандоліна, банджо, боран, ударні
- Карен Джилліган — вокал, ударні
- Джої Фарел — ударні
- Джон О'Фатай — ірландська флейта, вістл
- Джон Клоессі — бас-гітара, задній вокал

### Додатковий персонал
- Шейн МакҐован — вокал у треку "Spancill Hill" та "Ride On", продюсер
- Луїз Фей — промова у треку "Ossian's Return"
- Ліз Келлер — скрипка
- Діана О'Кіфе — віолончель
- Марко Джоріссен — компонування
- Денніс Баклі — інженерія, продюсер